# Rasmus Nikolajsen
Rasmus Nikolajsen (født 1977 i København) er en dansk digter der debuterede på Borgens Forlag i år 2000 med samlingen digte om lidt. Siden har han udgivet yderligere fire digtsamlinger og en lyrisk rejseroman. Seneste udgivelse er 'Socialdemokratisk digt' der udkom september 2010 og er anden bog i en serie på otte digtsamlinger der alle består, eller kommer til at bestå, af 64 digte, eller digtenheder, på hver 64 stavelser. 'Socialdemokratisk digt' blev nomineret til Weekendavisens Litteraturpris, 'Tilbage til unaturen' blev tildelt Kritikerprisen i 2016. Nikolajsen er uddannet cand.mag i litteraturvidenskab, Københavns Universitet. Han har desuden bidraget med skønlitterære tekster til tidsskrifterne Apparatur, Øverste Kirurgiske, Den Blå Port og Hvedekorn, samt med den litteraturvidenskabelige artikel "Last Night a DJ Shaved My Wife" til Den Blå Port.
Rasmus Nikolajsen spiller på Forfatterlandsholdet.

## Udgivelser
- Digte om lidt, Borgens Forlag, 2000
- SølvKANIN, Borgens Forlag, 2001
- Frihed og sex på rejsen, 2003
- Alting ender med et bryllup, 2008
- I Athen, rejseroman, Borgens Forlag, 2009
- Socialdemokratisk digt, People'sPress, 2010
- Den ulykkelige boghandler, Tiderne Skifter, 2012
- Tilbage til unaturen, Samleren, 2016
- Hvad skal vi med al den skønhed?, Rosinante, 2018
- Barnevognshaiku, Gutkind, 2020
- Måske sjælen, Gutkind, 2022